# Batodon tenuis
Il batodonte (Batodon tenuis) è un mammifero insettivoro estinto, di incerta collocazione sistematica. Visse nel Cretaceo superiore (Maastrichtiano, circa 70 - 66 milioni di anni fa) e i suoi resti fossili sono stati ritrovati in Nordamerica. 

## Descrizione
Questo animale era di dimensioni minuscole, e non doveva pesare più di 5 grammi. L'aspetto era probabilmente simile a quello di un toporagno attuale, e ad oggi è il più piccolo mammifero noto del Cretaceo. La dentatura era caratterizzata da molari superiori semplici e obliqui, con un precingulum stretto, un cingulum posterolinguale più ampio e una piattaforma stilare ridotta rispetto a quella presente nei cimolestidi e nei paleorittidi. I molari inferiori possedevano trigonidi alti e talonidi relativamente lunghi, più stretti dei trigonidi.

## Classificazione
Batodon tenuis venne descritto per la prima volta da Othniel Charles Marsh nel 1892, sulla base di fossili ritrovati in Wyoming. Altri fossili di questa specie sono stati ritrovati in Montana, Alberta e Saskatchewan. 
Batodon è stato interpretato come un parente dei paleorittidi (Lillegraven, 1969) o come il più primitivo fra i soricomorfi geolabididi (Krishtalka e West, 1979; Bloch et al., 1998), ma altre analisi lo collocherebbero semplicemente tra gli euteri basali, senza una classificazione più precisa (Wood e Clemens, 2001). Studi più recenti (Wible et al., 2007; Williamson et al., 2011) lo collocherebbero invece tra i cimolestidi.